# Viksjön, Härjedalen
Viksjön är en sjö i Bergs kommun i Härjedalen och ingår i Ljungans huvudavrinningsområde. Sjön är 9,7 meter djup, har en yta på 1,02 kvadratkilometer och befinner sig 748,1 meter över havet. Sjön avvattnas av vattendraget Viksjöbäcken.

## Delavrinningsområde
Viksjön ingår i det delavrinningsområde (697271-134488) som SMHI kallar för Utloppet av Viksjön. Medelhöjden är 791 meter över havet och ytan är 7,07 kvadratkilometer. Det finns inga avrinningsområden uppströms utan avrinningsområdet är högsta punkten. Viksjöbäcken som avvattnar avrinningsområdet har biflödesordning 2, vilket innebär att vattnet flödar genom totalt 2 vattendrag innan det når havet efter 334 kilometer. Avrinningsområdet består mestadels av skog (78 procent). Avrinningsområdet har 1,02 kvadratkilometer vattenytor vilket ger det en sjöprocent på 14,4 procent.